# Sąd opiekuńczy
Sąd opiekuńczy – sąd w znaczeniu funkcjonalno–proceduralnym. Nie stanowi zatem elementu struktury sądownictwa. Z reguły funkcję sądu opiekuńczego pełni sąd rejonowy.
Właściwym miejscowo sądem jest sąd, w którego rejonie zamieszkuje osoba, której postępowanie ma dotyczyć, a w braku takiego miejsca – sąd miejsca jej pobytu, gdyby także to nie było znane – sąd ostatniego miejsca zamieszkania. W pozostałych przypadkach właściwy jest sąd rejonowy dla m. st. Warszawy. Sąd opiekuńczy rozstrzyga w sprawach:
- kurateli,
- między rodzicami a dziećmi,
- opieki,
- przysposobienia,
- dotyczących leczenia pacjenta bez jego zgody lub zgody jego przedstawiciela ustawowego.